# Fiat Viaggio
Fiat Viaggio – samochód osobowy klasy kompaktowej produkowany pod włoską marką FIAT w latach 2012–2017.

## Historia i opis modelu

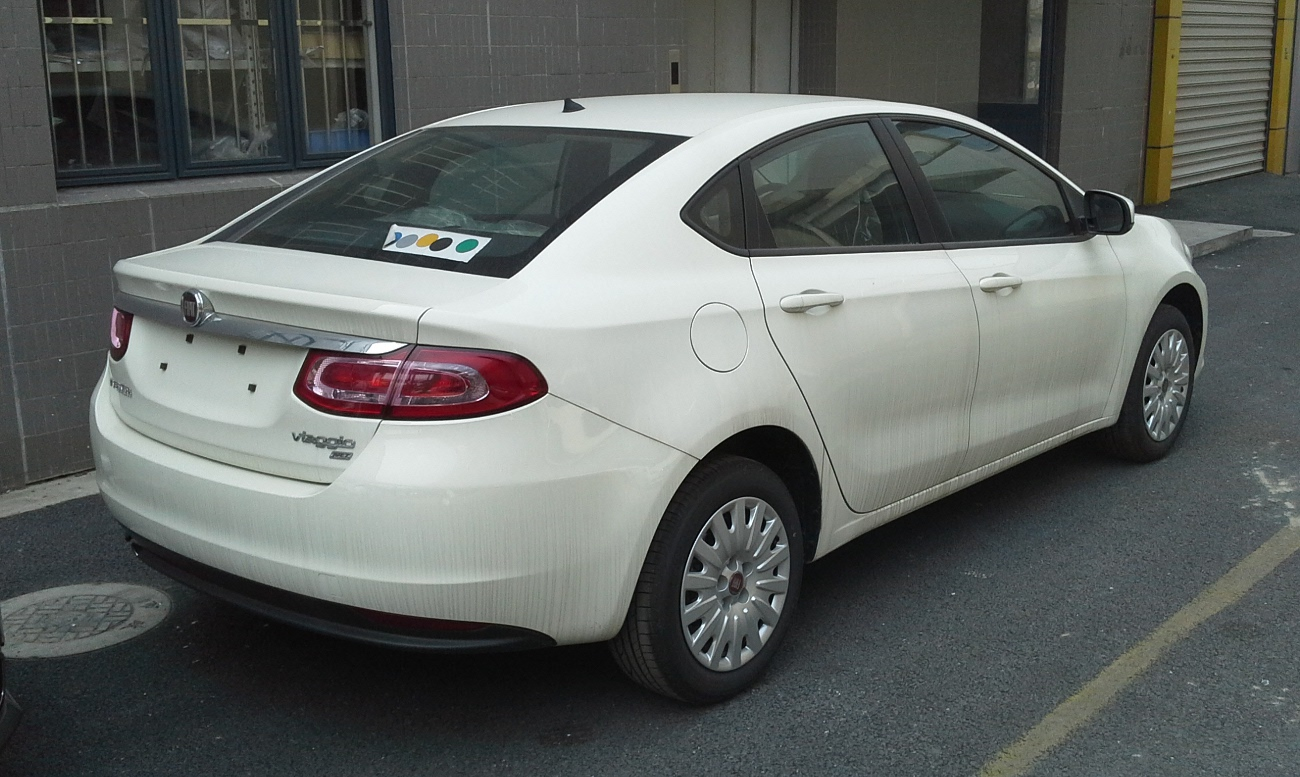
Fiat Viaggio - tył

Pojazd jest włoskim wcieleniem Dodge'a Darta, które przeprojektowane zostało we włoskim centrum stylistycznym Fiata w Turynie wyłącznie z myślą o rynku chińskim. Auto zbudowane zostało na bazie zmodernizowanej płyty podłogowej CUSW pochodzącej z Alfy Romeo Giulietta.

### Wyposażenie
W zależności od wersji pojazdu, auto wyposażone może być m.in. w system ABS, elektryczne sterowanie szyb, elektryczne sterowanie lusterek, wielofunkcyjną kierownicę, klimatyzację, ekran dotykowy systemu multimedialnego oraz skórzaną tapicerkę.